# Wildberg (Schönewalde)
Wildberg war eine von 1998 bis 2001 existierende kurzlebige Gemeinde im damaligen Amt Schönewalde (Landkreis Elbe-Elster, Brandenburg). Sie war ein Zusammenschluss der drei ursprünglich selbständigen Gemeinden Wiepersdorf, Wildenau und Knippelsdorf. 2001 schloss sie sich mit drei anderen Gemeinden zur Stadt Schönewalde zusammen und wurde aufgelöst. Sie hatte Ende 2000 762 Einwohner.

## Geographische Lage
Die Gemeinde Wildberg grenzte im Norden an die Gemeinde Niederer Fläming (Ortsteil Rinow), die Gemeinden Mehlsdorf und Bollensdorf (beide Amt Dahme/Mark), im Süden an die Gemeinden Körba, Freileben und Werchau (alle Amt Schlieben), im Südwesten und Westen an die Gemeinde Themesgrund und die Stadt Schönewalde (beide Amt Schönewalde).

## Geschichte
1992 schlossen sich die Gemeinden Wiepersdorf, Wildenau und Knippelsdorf zusammen mit acht anderen Gemeinden zum Amt Schönewalde zusammen. Zum 31. Dezember 1998 bildeten die Gemeinden Wiepersdorf, Wildenau und Knippelsdorf die neue Gemeinde Wildberg innerhalb des Amtes Schönewalde. Zum 31. Dezember 2001 schlossen sich die Gemeinden Heideeck, Themesgrund, Wildberg und die Stadt Schönewalde zur neuen Stadt Schönewalde zusammen. Das Amt Schönewalde wurde ebenfalls zum 31. Dezember 2001 aufgelöst, die Stadt Schönewald amtsfrei. Die Gemeinde Wildberg wurde wieder aufgelöst, die drei beteiligten Gemeinden sind heute Ortsteile der Stadt Schönewalde.

## Bürgermeister
In der kurzen Zeit des Bestehens der Gemeinde Wildberg war Siegfried Rieger ehrenamtlicher Bürgermeister.

## Belege
1. ↑  Landesbetrieb für Datenverarbeitung und Statistik Land Brandenburg Historisches Gemeindeverzeichnis des Landes Brandenburg 1875 bis 2005 19.4 Landkreis Elbe-Elster PDF
2. ↑  Bildung des Amtes Schönewalde. Bekanntmachung des Ministers des Innern vom 26. August 1992. Amtsblatt für Brandenburg - Gemeinsames Ministerialblatt für das Land Brandenburg, 3. Jahrgang, Nummer 91, 30. November 1992, S. 2066.
3. ↑  Bildung der neuen Gemeinde Wildberg. Bekanntmachung des Ministeriums des Innern vom 21. Dezember 1998. Amtsblatt für Brandenburg - Gemeinsames Ministerialblatt für das Land Brandenburg, 10. Jahrgang, Nummer 5, 9. Februar 1999, S. 71.
4. ↑  Bildung einer neuen Stadt Schönewalde. Bekanntmachung des Ministeriums des Innern vom 13. November 2001. Amtsblatt für Brandenburg Gemeinsames Ministerialblatt für das Land Brandenburg, 12. Jahrgang, 2001, Nummer 49, Potsdam, den 5. Dezember 2001, S. 831/2 PDF
5. ↑  Hauptsatzung der Stadt Schönewalde vom 29. Juni 2016 DOC-Datei (Seite nicht mehr abrufbar, festgestellt im Februar 2023. Suche in Webarchiven)  Info: Der Link wurde automatisch als defekt markiert. Bitte prüfe den Link gemäß Anleitung und entferne dann diesen Hinweis.
6. ↑  Neujahrsempfang 10. Januar 2012 (zum 10-jährigen Gründungsjubiläum der amtsfreien Stadt Schönewalde) PDF (Memento des Originals vom 1. Dezember 2015 im Internet Archive)  Info: Der Archivlink wurde automatisch eingesetzt und noch nicht geprüft. Bitte prüfe Original- und Archivlink gemäß Anleitung und entferne dann diesen Hinweis.